# Fagivorina tenebraria
Fagivorina tenebraria là một loài bướm đêm trong họ Geometridae.